# 庐山抗战阵亡将士纪念碑
庐山抗战阵亡将士纪念碑位于中国江西省九江市庐山牯岭小天池景区。
1945年9月，陆军第九十九军到九江受降，并驻防该地。1946年4月至9月，梁汉明军长命令日本战俘在庐山小天池建造“陆军第九十九军抗战阵亡将士纪念碑”，碑身呈三角锥形，象征三民主义。碑座刻有28幅“蒋主席暨党国首长名流题字”，目前尚存有蒋光鼐的“精忠报国”、“永壮山河”、艾靉的“精忠贯日”、黄保德的“忠魂有寄”。
碑园入口处，建有双柱单间冲天式花岗石牌坊。两侧立柱前侧楹联为“灵归庐岳，气壮天池”，横批“浩气长存”。后侧楹联为“天地正气，星汉照人”，横批“捍国护民”。
纪念碑右转100米处，有烈灵台，现改名为望江亭，9级台阶象征九十九军。
1949年后，将碑身上原有“陆军第九十九军抗战阵亡将士纪念碑”字样，改为“革命烈士纪念塔”。文革期间，纪念碑被拆除；牌坊被推到受损。1980年代，扶起修复了牌坊，烈灵台则改名为“望江亭”。
2007年，为纪念抗日战争70周年，江西省庐山管理局决定在“陆军第九十九军抗战阵亡将士纪念碑”旧址上重建“庐山抗战纪念碑” ，7个大字由吕正操题写。9月28日，重建的“庐山抗战纪念碑”竣工。
2007年，国民军第九十九军抗战阵亡将士纪念碑公布为庐山风景名胜区文物保护单位。2018年3月9日公布为第六批江西省文物保护单位。